# 투산소율
투산소율(Oxygen transmission rate)은 특정 물질이 산소를 투과시키는 양을 측정한 것이다. 산소투과율이라고도 한다.
주어진 기간 동안 물질을 통과하는 산소 가스의 양을 측정한 것이다. 주로 비다공성 재료에 대해 수행되며 이동 모드는 확산이지만 전송률이 구멍을 통한 흐름에 따라 달라지는 응용 분야가 점점 더 많아지고 있다.
이는 민감한 식품 및 의약품 포장을 통한 산소 투과와 관련이 있다.

## 같이 보기
- 유통기한
- 탈산소제